# Derek Day
Derek Malcolm Day (Barnet, 29 novembre 1927 – Goudhurst, 7 marzo 2015) è stato un hockeista su prato britannico.

## Palmarès
- Giochi olimpici

Helsinki 1952: bronzo.